# Ben Lomond (berg i Australien, Tasmanien)
Ben Lomond är ett berg i Australien. Det ligger i regionen Northern Midlands och delstaten Tasmanien, i den sydöstra delen av landet, omkring 150 kilometer norr om delstatshuvudstaden Hobart. Toppen på Ben Lomond är 1 572 meter över havet.
Ben Lomond är den högsta punkten i trakten. Trakten runt Ben Lomond är nära nog obefolkad, med mindre än två invånare per kvadratkilometer.. Närmaste större samhälle är Blessington, omkring 18 kilometer väster om Ben Lomond. 
I omgivningarna runt Ben Lomond växer i huvudsak städsegrön lövskog. Genomsnittlig årsnederbörd är 872 millimeter. Den regnigaste månaden är juli, med i genomsnitt 100 mm nederbörd, och den torraste är januari, med 39 mm nederbörd.